# Gymnogryllus novaeguineae
Gymnogryllus novaeguineae är en insektsart som beskrevs av Lucien Chopard 1937. Gymnogryllus novaeguineae ingår i släktet Gymnogryllus och familjen syrsor. Inga underarter finns listade i Catalogue of Life.